# Terra Boa (kommun)
Terra Boa är en kommun i Brasilien.   Den ligger i delstaten Paraná, i den södra delen av landet, 1 000 km sydväst om huvudstaden Brasília. Antalet invånare är 15 791.
Följande samhällen finns i Terra Boa:
- Terra Boa

Omgivningarna runt Terra Boa är en mosaik av jordbruksmark och naturlig växtlighet. Runt Terra Boa är det ganska glesbefolkat, med 45 invånare per kvadratkilometer.